# Финкель, Александр Семёнович
Алекса́ндр Семе́нович Фи́нкель (род. 1 января 1975, Каменец-Подольский, Хмельницкая область) — израильский шахматист, гроссмейстер (1995).

## Биография
Родился в Каменец-Подольске в семье многократного чемпиона города по шахматам, кандидата в мастера спорта Семена Абрамовича Финкеля. Отец стал первым шахматным тренером Александра.
В 1991 году с родителями репатриировался в Израиль.
За четыре года проделал путь от кандидата в мастера спорта до международного гроссмейстера.
In 1997 he was jointly first with Ye Rongguang and Victor Mikhalevski, at the Dutch Open tournament; they scored 7 pt. in 9 rounds.
В чемпионате Израиля 2000 года поделил четвёртое — седьмое место (две победы, одно поражение, 8 ничьих). В том же году в чемпионате Израиля в блиц-шахматах был первым.
Наивысшего рейтинга достиг в марте 2014 году — 2521.

## Изменения рейтинга
| Графики недоступны из-за технических проблем. См. информацию на Фабрикаторе и на mediawiki.org. |